# 카우덴비스 FC
카우덴비스 FC(Cowdenbeath Football Club, Cowdenbeath F.C.)는 1881년에 창단된 스코틀랜드 카우덴비스의 축구 클럽으로, 현재 로랜드 풋볼 리그에서 활동하고 있다.

## 성적
- 스코틀랜드 풋볼 리그 1부 우승 3회 (1914, 1915, 1939), 준우승 3회 (1922, 1924, 1970)
- 스코틀랜드 풋볼 리그 3부 우승 1회 (2006), 준우승 1회 (2001)

## 선수 명단

### 현역
참고: FIFA 자격 규정에 따라 소속된 국가대표팀 국기를 표시합니다. 선수는 복수의 FIFA 비회원국 국적을 가지고 있을 수 있습니다.
| 번호 | 포지션 | 국적 | 이름 |
| ---- | ------ | ---- | ---- |

| 번호 | 포지션 | 국적 | 이름 |
| ---- | ------ | ---- | ---- |

## 역대 감독
| 감독            | 임기        |
| --------------- | ----------- |
| 믹수 파텔라이넨 | 2005 ~ 2006 |